# Sinfonía Gaélica
La Sinfonía Gaélica (del inglés, Gaelic Symphony), también Sinfonía en mi menor, Op. 32 fue compuesta por Amy Beach en 1894 y fue la primera sinfonía escrita y publicada por una compositora estadounidense. La pieza fue estrenada el día 30 de octubre de 1896 por la Orquesta de Boston y durante la vida de Beach se interpretó en numerosas ciudades como Chicago, Filadelfia, Detroit, Hamburgo y Leipzig.

## Historia
En 1894, Amy Beach empezó a trabajar en la Sinfonía en mi menor, y la acabó dos años después. Cuatro de los temas de la sinfonía eran tradicionales irlandeses, y Amy citó esta música como una herencia que pertenecía a lo que en esos momentos se estaba definiendo como música popular.
Después de su estreno en 1894, que fue todo un éxito, la prensa celebraba la obra como la primera sinfonía escrita por una compositora americana, centrándose más en el género que en la nacionalidad. Nadie definió la obra como americana pese a que habría encajado con una definición posterior de música nacionalista. Compositores como Falla en España o Grieg en Noruega estaban cogiendo prestadas músicas tradicionales para hacer una música que se distinguiera del resto. En esta época, de forma similar, los americanos tenían un sentimiento nuevo de identidad nacional. 
La música irlandesa entró en el repertorio de música popular americana en 1808 con la publicación de Melodías Irlandesas de Thomas Moore, y durante el siglo XIX estas canciones se escuchaban en teatros y escenarios de conciertos por toda la nación. Esta música cruzó barreras de clase y etnia y se familiarizó con la mayor parte de la población.
Amy prefería las canciones más antiguas, y utilizó como fuente para esta sinfonía una colección publicada en 1841 por un colector de canciones folk de Dublín. Sin embargo el primer y segundo temas que aparecen en la sinfonía eran suyos, extraídos de obras anteriores. El tema del segundo movimiento es de una canción de amor irlandesa, primero presentado por el oboe solo, luego con todo el viento madera, y luego con la cuerda. Para la parte intermedia de este movimiento, Beach transformó este tema en uno mucho más rápido. En el tercer movimiento aparecen otros dos temas irlandeses, variados, desarrollados y combinados.